# (7052) 1988 VQ2
(7052) 1988 VQ2 (1988 VQ2, 1992 NK) — астероїд головного поясу, відкритий 12 листопада 1988 року.
Тіссеранів параметр щодо Юпітера — 3,237.